# 아드리안 라모

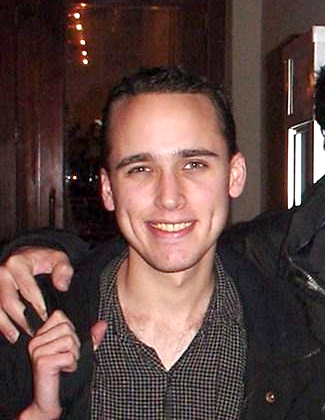

아드리안 라모(Adrian Lamo, 본명: Adrián Alfonso Lamo Atwood, 1981년 2월 20일 ~ 2018년 3월 14일)는 미국의 위협 분석가이자 해커였다. 라모는 뉴욕타임즈, 야후!, 마이크로소프트 등 여러 유명 컴퓨터 네트워크에 침입하여 처음으로 언론의 주목을 받았고 2003년 체포되었다.
라모는 2010년 미국 군인 첼시 매닝이 수십만 건의 민감한 미국 정부 문서를 위키리크스에 유출한 혐의로 육군 범죄 수사관에게 신고한 것으로 가장 잘 알려져 있다. 라모는 2018년 3월 14일 37세의 나이로 사망했다.